# ジゴンダス
ジゴンダス(Gigondas)は、フランス南東部ヴォクリューズ県にある、人口600人あまりの小さな村である。

## 地理
オランジュの真東にある。平地から斜面まで、村の面積の4割以上が葡萄畑のワイン村である。

## ジゴンダスAOC
ジゴンダス村単独で生産されているのが、ジゴンダスAOCである。2%ほどロゼが作られているが、ほとんどは赤ワインである。1971年にAOCに認定され、面積は1233haあり、単独の村としては生産量が多く、毎年5百万本のワインが出荷されている。使われている品種は、グルナッシュが中心で、シラーやムルヴェードルなども混醸されている。

## 出身者
- ジャック・ニコレ - 実業家

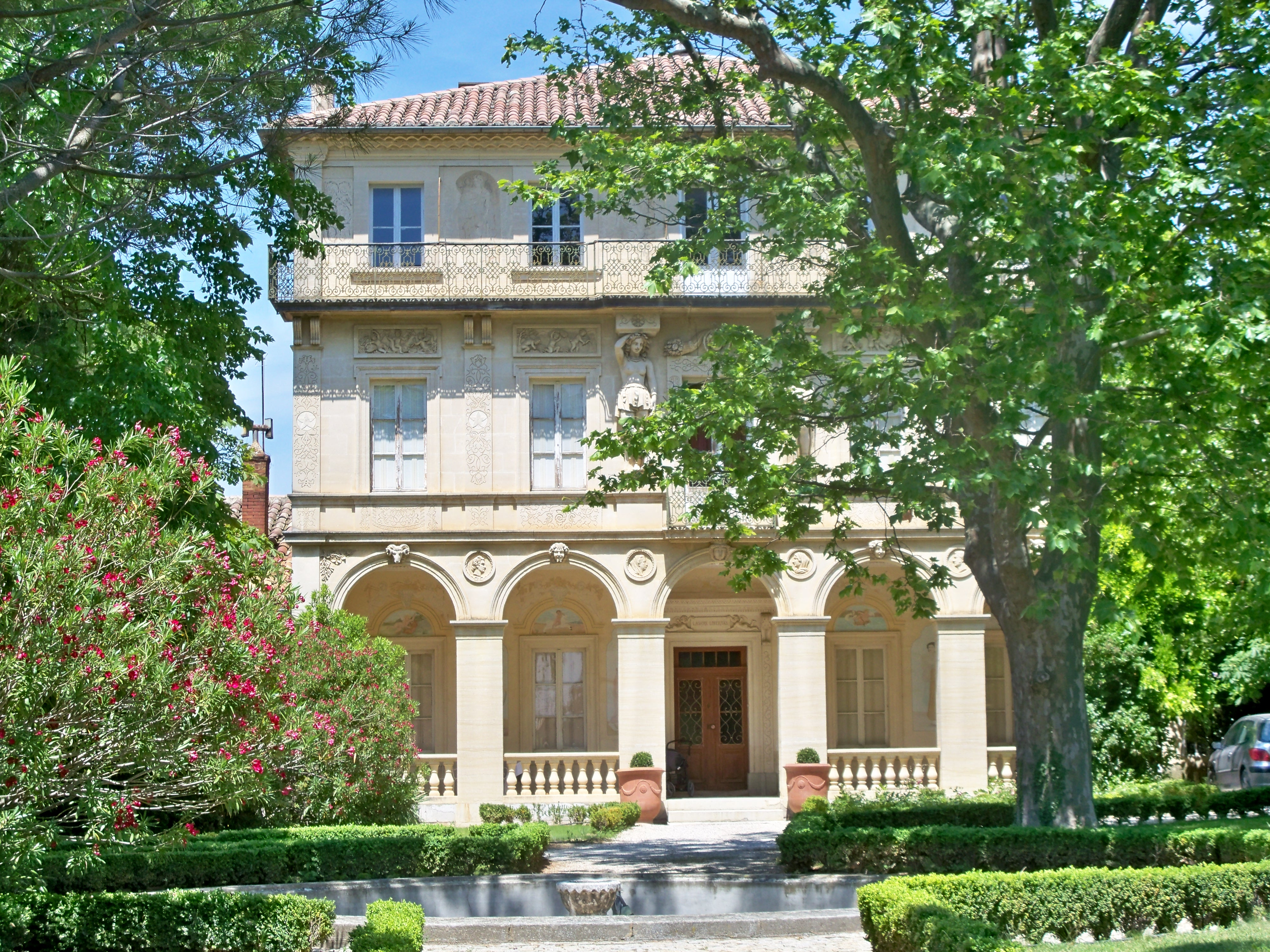
ジゴンダにあるシャトー・ラスパイユ。
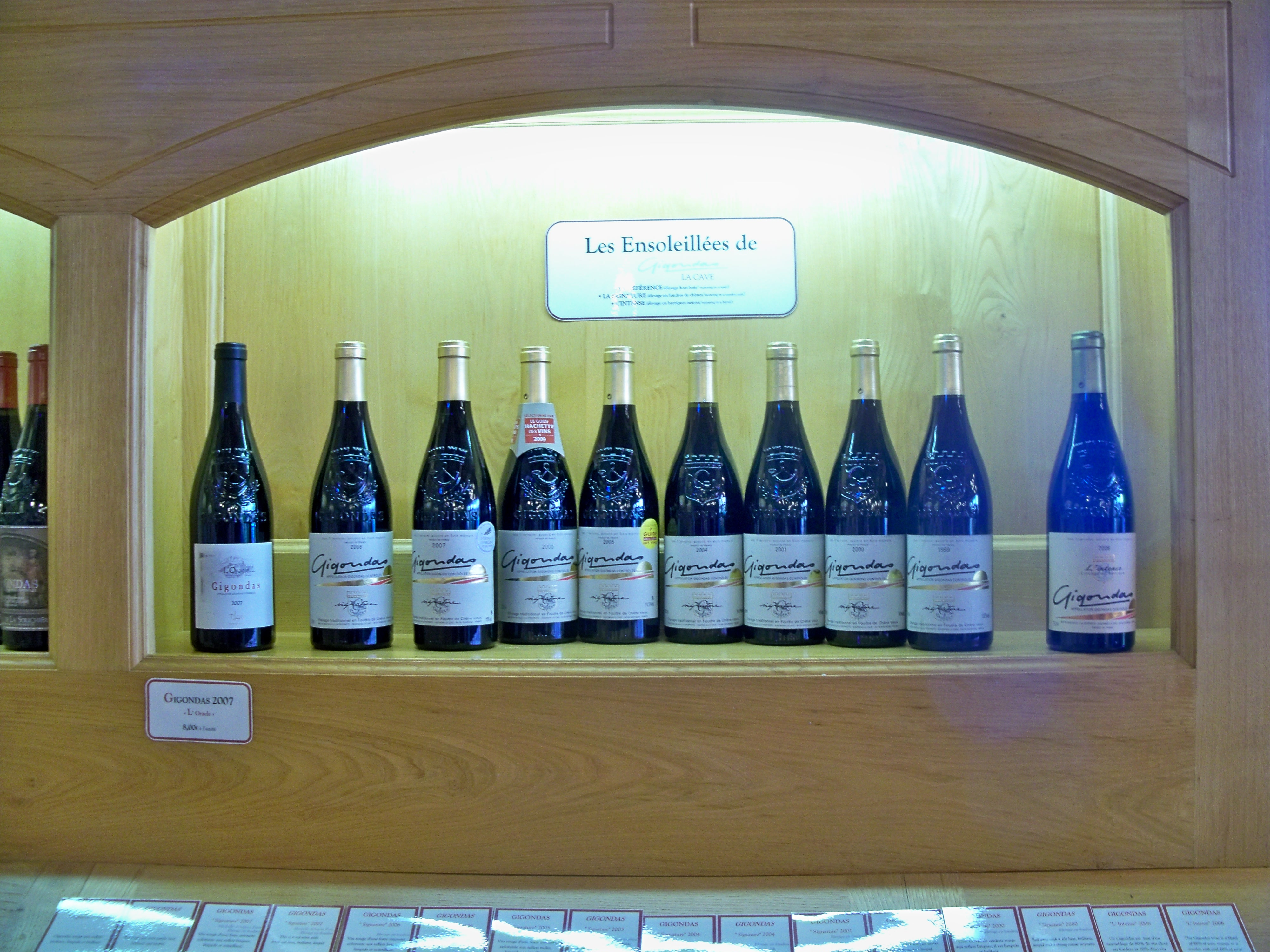
ジゴンダのワイン。
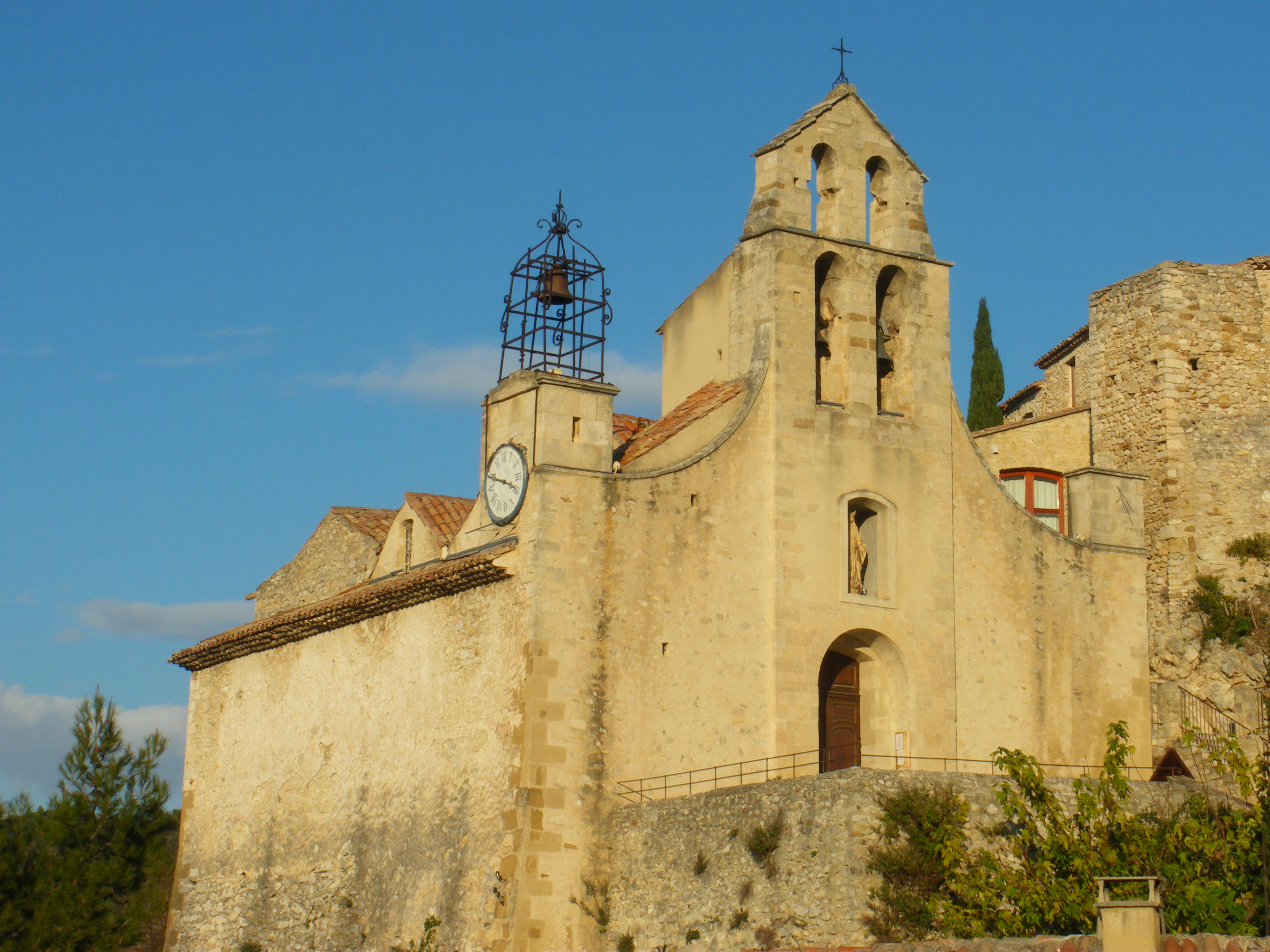
ジゴンダのサント・カトリーヌ・ダレクサンドリ教会。
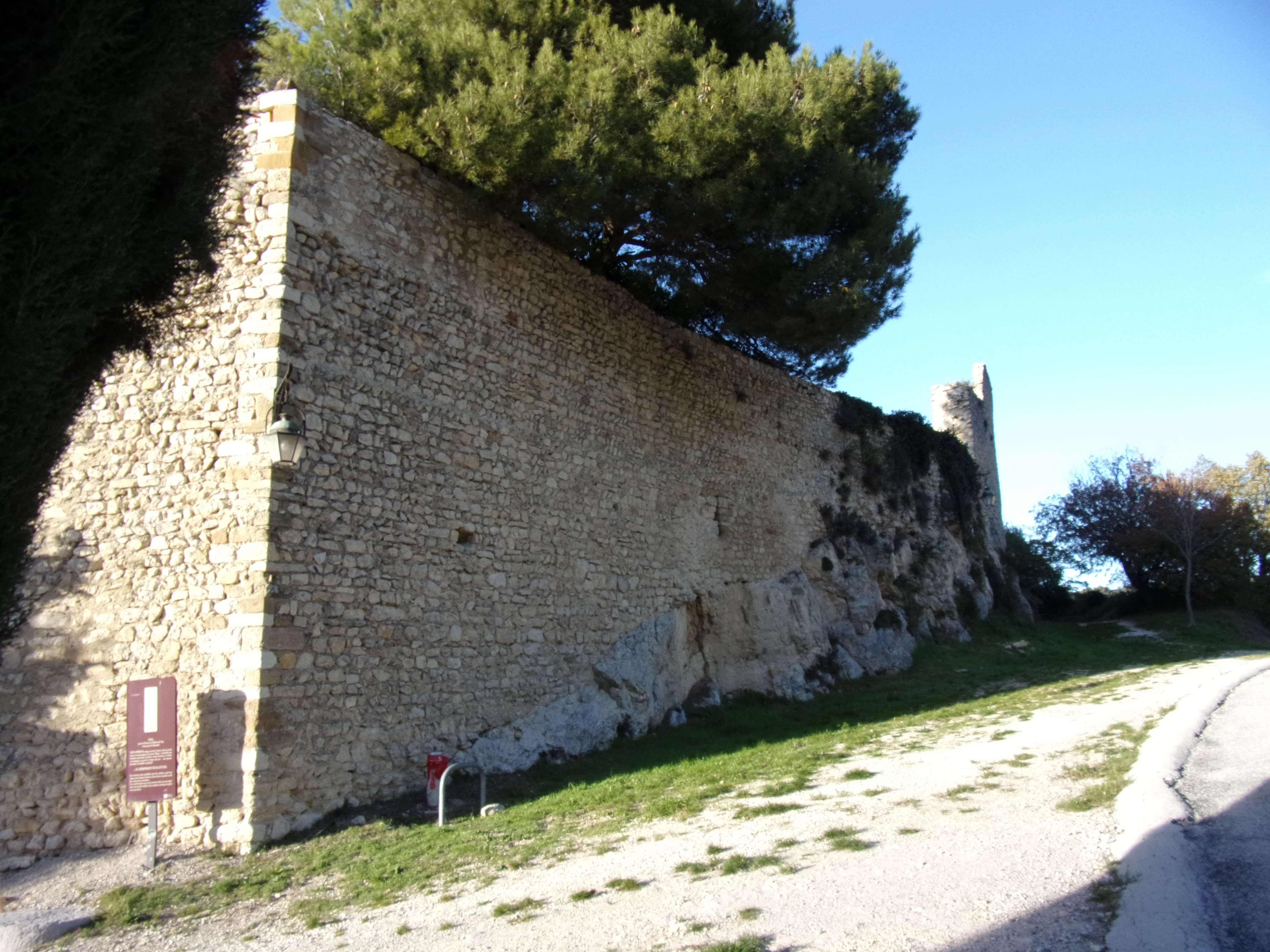
要塞。
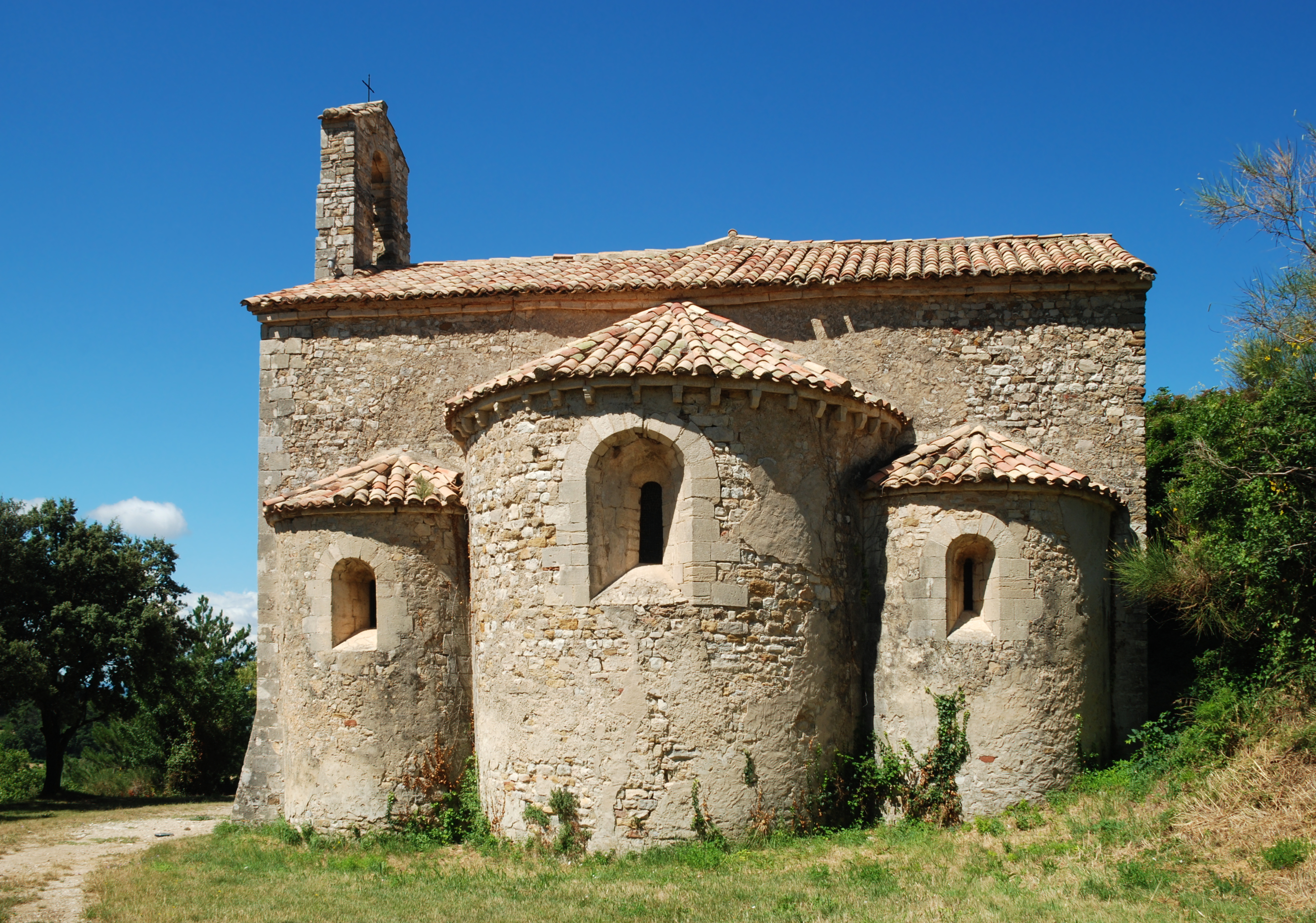
ジゴンダのサン・コズム・エ・サン・ダミアン礼拝堂。